# 서울 흥천사 현왕도
서울 흥천사 현왕도(-- 興天寺 現王圖)는 대한민국 서울특별시 성북구에 소재한 사찰 흥천사에 있는 조선시대의 현왕도이다. 세로 131.7cm, 가로 111cm의 비단바탕에 현왕이 권속을 거느리고 망자를 심판하는 모습을 그렸다.
2016년 4월 7일 서울특별시의 유형문화재 제380호로 지정되었다.

## 개요
현왕도는 명부(冥府)의 회주(會主)인 현왕(現王)이 여러 권속을 거느리고 망자를 심판하는 모습을 그린 것으로, 시왕도 가운데 다섯 번째 염라대왕도가 별도로 독립된 것이다. 현왕이란 불교에서 망자가 죽고 사흘째가 되었을 때 망자를 심판한다는 왕으로, 《권공제반문》(權功諸般文) 등 의식집에는 사후 사흘째에 지내는 천도재(薦度齊)인 현왕재(現王齊)의 주존으로 등장한다. 조선 시대의 불교 의식을 정리한 《석문의범》(釋門儀範) 현왕청(現王請)에서는 현왕은 내세에 보현왕여래라는 이름의 부처가 되기로 수기된 자로서, 대범천왕(大梵天王) · 제석천왕(帝釋天王) · 대륜성왕(大輪聖王) · 전륜성왕(轉輪聖王) · 사천왕(四天王) · 선악동자(善惡童子) · 판관(判官) · 녹사(錄事) · 감재직부사자(監齋直符使者) 등을 권속으로 두고 있다고 설명하고 있다. 현왕도의 도상은 보통 일월관(日月冠) 또는 《금강경》(金剛經) 등 경책(經冊)이 얹힌 관을 쓴 현왕이 판관, 사자, 동자 등에 둘러싸여 심판하는 모습을 간략하게 그리며, 시왕도와 달리 지옥 장면이 따로 묘사되지 않는다. 현왕도는 대웅전이나 극락전 같은 주불전 내의 좌우측 벽에 봉안되며, 조선 후기에 크게 유행하였다.
흥천사 현왕도는 화기가 남아있지 않아 조성연대를 알 수 없으나 《삼각산흥천사요사중창기문현판》(1870)에는 1867년으로 되어 있으며, 같은 해에 제작되어 대웅보전에 봉안되었다는 아미타불도나 지장보살도와 함께 일괄조성된 것으로 판단된다. 그림 속 현왕은 삼곡병(三谷屛)을 배경으로 녹색의 두광을 지녔으며, 책관에 소매가 넓은 붉은색 관복을 입고 등 높은 의자에 앉아있다. 오른손은 책상 위에 놓은 명부에 대고 왼손은 가슴 쪽으로 끌어당겨 수염을 만지고 있는데, 갸름한 얼굴에 두 눈을 부릅뜨고 입을 꾹 다문 채 앞을 응시하고 있는 모습과 날카로운 눈매에서 재판관으로서의 위엄과 엄숙함이 잘 드러나 있다. 현왕의 옆에는 대륜성왕과 전륜성왕으로 추정되는 제왕형 인물이 현왕을 보필하고 있으며, 판관, 녹사, 동자, 사자 등이 두루마리, 번(幡), 산개(傘蓋), 창 등을 들고 시립하고 있다. 권속 중에서 특히 주목되는 것은 현왕 바로 아래에 표현된 인물들인데, 허리를 굽히거나 서로 얼굴을 쳐다보기도 하고 문서를 펼쳐놓고 무엇인가를 적는 등 자연스러운 모습으로 화면에 활기를 주고 있다.
흥천사 현왕도를 조성한 화원에 대해서는 알 수 없으나, 현왕도의 전체적인 구도와 눈매가 날카로운 현왕의 모습, 전륜성왕과 대륜성왕, 판관과 동자 등의 모습이 18세기 후반 ~ 19세기 전반 경상북도 사불산파의 대표적인 화승인 퇴운신겸(退雲愼謙)이 출조한 현왕도(홍익대학교소장, 1830년경)와 매우 흡사하다. 대웅보전 아미타불도는 19세기 전반 경상북도 일대를 중심으로 활동했던 의운자우(義雲慈友, 1856~1873년 활동)과 응완(應完) 등이 그렸는데, 자우는 퇴운신겸과 같이 활동한 적은 없지만 그의 영향을 받은 것으로 알려지고 있어, 이 현왕도 역시 신겸의 영향을 받은 화원들에 의해 조성되었을 가능성이 높다. 따라서 흥천사 현왕도는 19세기 후반 경 서울, 경기도 및 경상북도 지역에서 유행한 현왕도의 형식을 따르고 있는 작품으로 당시 서울 경기 지역과 경상북도 화승들 간의 교류를 확인해 볼 수 있는 작품이다.

## 참고 자료
- 흥천사 현왕도 - 국가유산청 국가유산포털